# Nova Odessa (Ucrânia)
Nova Odessa (em ucraniano:  Нова Одеса; em russo:  Новая Одесса) é uma cidade da Ucrânia, situada no Oblast de Mykolaiv. Tem 20,65 km² de área e sua população em 2020 foi estimada em 12.037 habitantes.